# Leith Harbour

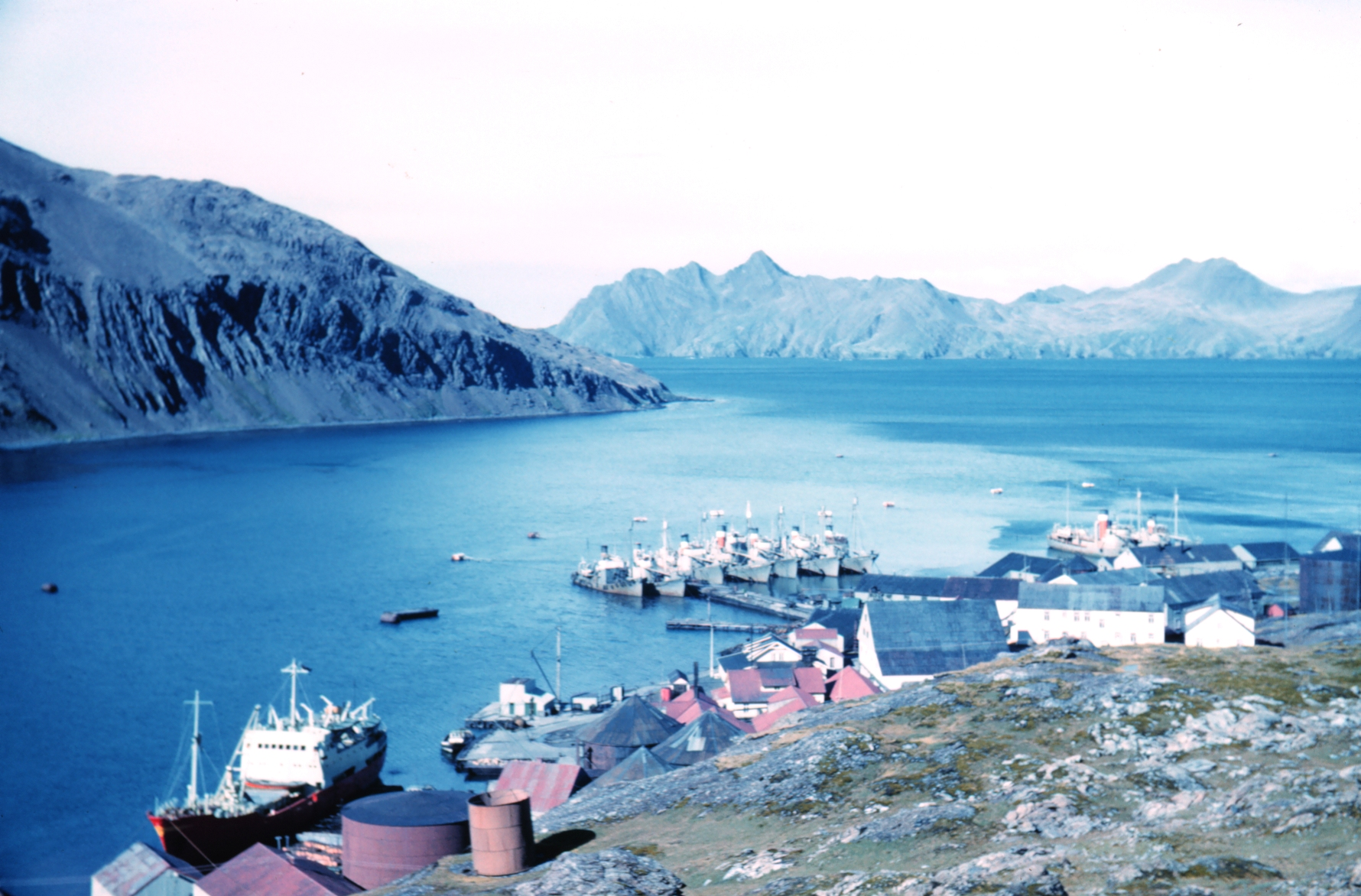
Leith 1962, noch in Betrieb

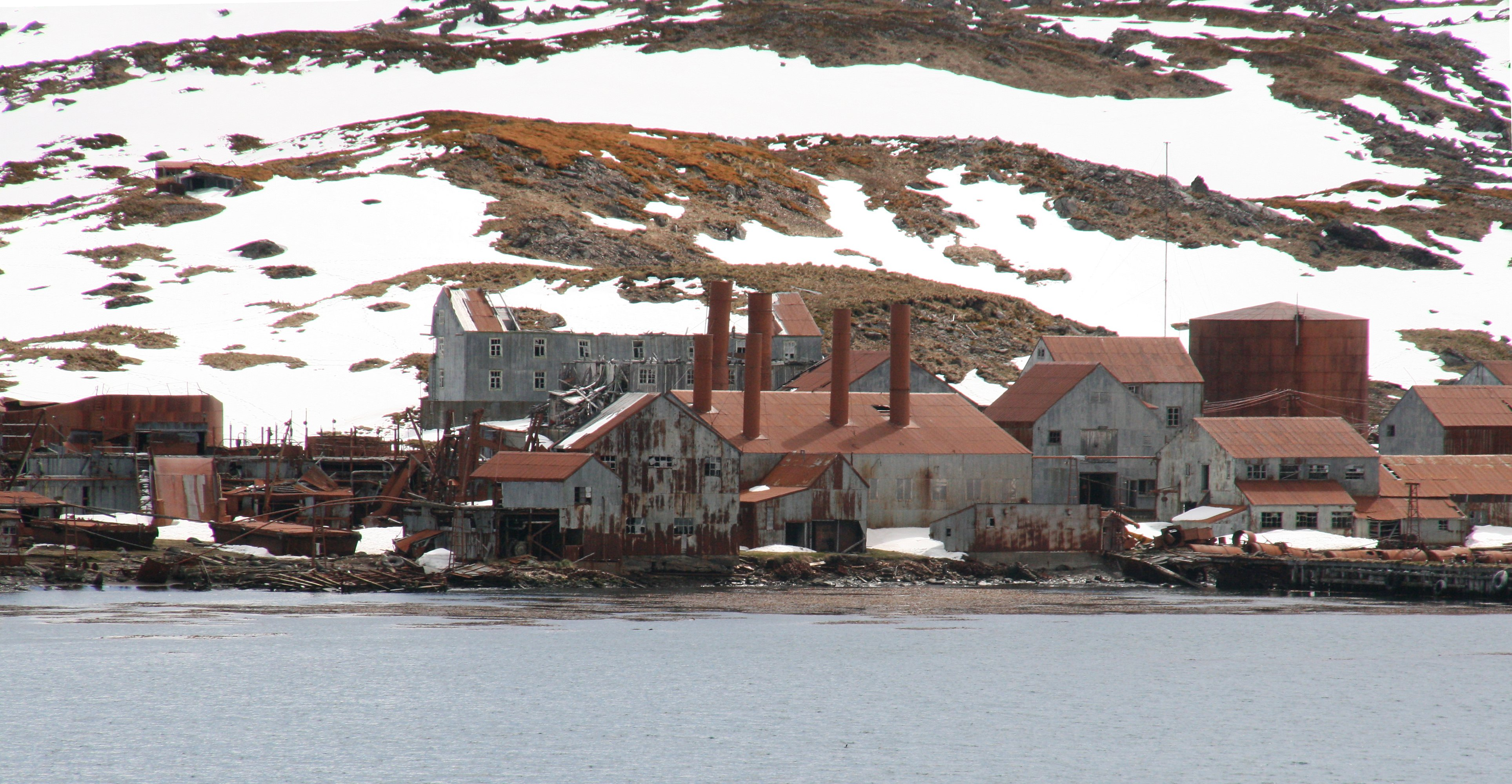
Die Ruinen von Leith 2007

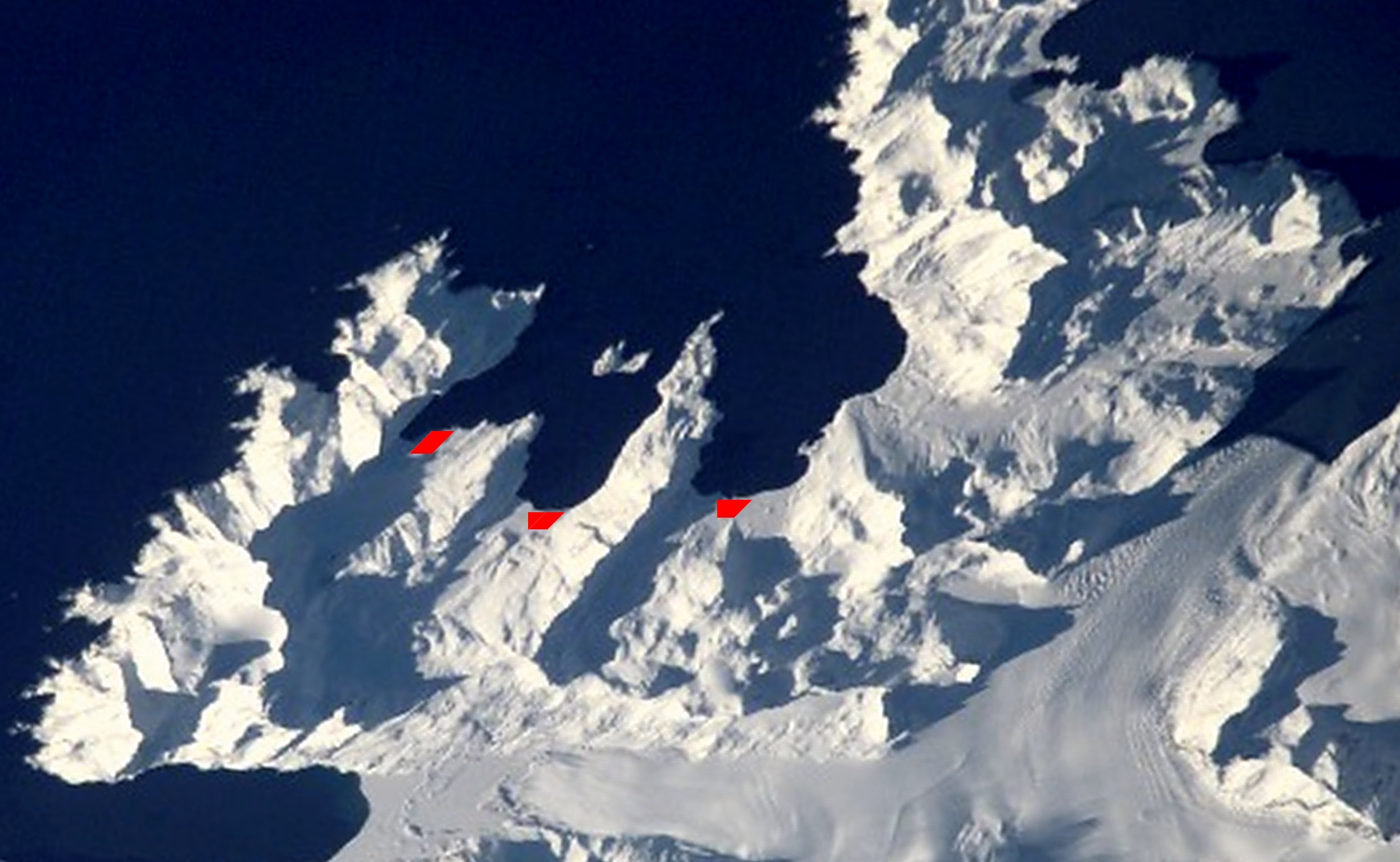
Die Stromness Bay (von rechts nach links, was von Süd nach Nord entspricht; NASA-Bild):
Husvik,
Stromness und
Leith Harbour

Ehemalige und heutige Siedlungen auf Südgeorgien

Leith Harbour war eine Walfangbasis in der Bucht Leith Harbor an der vor den ständigen Westwinden stärker geschützten Nordküste der Insel Südgeorgien im Südatlantik, errichtet und betrieben von Christian Salvesen & Company, Edinburgh. Die Basis war von 1909 bis 1965 in Funktion und die größte von sieben Walfangstationen auf Südgeorgien. Sie lag in der Stromness Bay nahe deren Einfahrt am Ufer eines Gletscherbaches. Prominent an der Gründung beteiligt war William Storm Harrison.

## Geschichte
Zu Beginn des 20. Jahrhunderts wurde Südgeorgien zum weltgrößten Walfangzentrum. Es gab Küstenbasen in Grytviken (betrieben von 1904 bis 1964), Leith Harbour (1909 bis 1965), Ocean Harbour (1909 bis 1920), Husvik (1910 bis 1960), Stromness (1913 bis 1961) und Prince Olav Harbour (1917 bis 1931). Unter den beteiligten Gesellschaften waren die Compañía Argentina de Pesca, die Christian Salvesen Ltd. (UK), die Albion Star (South Georgia) Ltd. (Falklandinseln), die norwegischen Walfanggesellschaften Hvalfangerselskap Ocean, Tønsberg Hvalfangeri und Sandefjord Hvalfangerselskap und die Southern Whaling and Sealing Company aus Südafrika. In den letzten Saisons des Walfangs um Südgeorgien wurden Grytviken und Leith Harbour von den japanischen Gesellschaften Kokusai Gyogyo Kabushike Kaisha und Nippon Suisan Kaisha gemietet (1963/64 bzw. 1963–65).
Leith Harbour rühmte sich eines Spitals, einer Bücherei, eines Kinos und einer Schmalspurbahn (dazu Eisenbahnen auf Südgeorgien). Aufgrund seiner Bestimmung wies der Ort auch eine Fabrik und eine Flensplattform auf.
Während des Zweiten Weltkriegs wurden sämtliche Walfangstationen bis auf Grytviken und Leith Harbour geschlossen. Die meisten der britischen und norwegischen Fabriken und Walfangschiffe wurden von den Deutschen zerstört, während die restlichen unter alliiertem Kommando einberufen wurden. Die britischen Magistraten W. Barlas und A.I. Fleuret übernahmen die Verteidigung der Insel während des Krieges. Die Royal Navy bewaffnete das Passagierschiff Queen of Bermuda, um in den Gewässern um Südgeorgien zu patrouillieren. Außerdem wurden zwei 102-mm-Kanonen an Schlüsselstellen aufgestellt, um den Zugang zur Cumberland Bay und zur Stromness Bay, d. h. nach Grytviken und Leith Harbour zu schützen. Diese immer noch vorhandenen Batterien wurden mit Freiwilligen unter den norwegischen Walfängern besetzt, die für diesen Zweck ausgebildet worden waren.
Im März 1982 wurde Südgeorgien in den Falklandkrieg verwickelt, als eine Gruppe von etwa fünfzig Argentiniern die verlassene Walfangstation Leith Harbour unter dem Vorwand besetzte, Schrotthändler zu sein. Am 25. März 1982 folgten 32 Angehörige einer argentinischen Spezialeinheit und landeten in Leith Harbour. In der Folge geriet Südgeorgien unter argentinische De-facto-Kontrolle, Stützpunkte wurden in Grytviken und Leith Harbour eingerichtet.
Am 25. April wurden 72 britische Soldaten auf die Insel geschickt, die nach einer Demonstration ihrer Feuerkraft die argentinische Garnison in Grytviken zur kampflosen Aufgabe zwangen. Am nächsten Tag ergaben sich auch die Argentinier in Leith Harbour, ebenfalls kampflos.

## Heute
Auf dem Hügel hinter der Station befindet sich eine Geschützstellung, ebenso wie am Hansen Point, wo sich die ursprüngliche 102-mm-Kanone noch immer in Position befindet. Im Zentrum befindet sich der sogenannte „Portugiesische Friedhof“. Wie die Walfangstationen von Stromness, Husvik und Prince Olav Harbour wurde auch Leith Harbour aus Sicherheitsgründen für Touristen gesperrt. Die Gefahr geht von baufälligen und asbestverseuchten Gebäuden aus. Besucher dürfen sich höchstens 200 Meter entfernt von den Gebäuden und Einrichtungen aufhalten.